# فيفيان مالون مايس
فيفيان لوسيل مالون مايس (بالإنجليزية: Vivienne Malone-Mayes) (10 فبراير 1932 - 9 يونيو 1995)، رياضياتية أمريكية وبروفيسورة. درست مالون مايس خصائص الدالات، ووسائل تعليم الرياضيات أيضًا. كانت خامس امرأة أمريكية أفريقية تحصل على شهادة الدكتوراه في الرياضيات في الولايات المتحدة وأول عضو أمريكي أفريقي في كلية جامعة بايلور.

## حياتها المبكرة وتعليمها
وُلدت فيفيان لوسيل مالون في 10 فبراير 1932 في واكو، تكساس، ووالداها هما بتزارو وفيرا إستيل ألين مالون. تعرضت فيفيان لتحديات تعليمية تتعلق بنشأتها في مجتمع الأمريكيين الأفارقة في الجنوب، تضمن ذلك الفصل العنصري للمدارس، لكنّ تشجيع والديها المتعلمين أدى بها إلى استمرار شغفها في التعليم. تخرجت في مدرسة ألكسندر جيمس مور الثانوية في عام 1948. دخلت جامعة فيسك وهي في عمر 16 سنة حيث حصلت على درجة البكالوريوس (1952) ودرجة الماجستير (1954). حولت فيفيان تخصصها من الطب إلى الرياضيات بعد أن بدأت الدراسة على يد إيفيلين بويد غرانفيل ولي لورش. كانت غرانفيل واحدة من أول أمريكيتين أفريقيتين تحرزان الدكتوراه في الرياضيات.

## حياتها المهنية
بعد حصولها على درجة الماجستير ترأست قسم الرياضيات في كلية بول كوين مدة سبع سنوات وبعدها في كلية بيشوب مدة سنة واحدة قبل أن تقرر أخذ دورة إضافية في الرياضيات. رُفض قبولها في جامعة بايلور بسبب الفصل العنصري؛ فقصدت الدورات الصيفية في جامعة تكساس. بعد عام آخر من التدريس، قررت أن تلتحق بدوام كامل في جامعة تكساس بصفتها طالبة خريجة. كانت الأمريكية الأفريقية الوحيدة في الفصل؛ فتجاهلها زملاؤها في البداية. لم يُسمح لها بالتدريس، ولم تكن قادرة على حضور محاضرات البروفيسور روبرت لي مور، ولم تستطع الانضمام إلى الاجتماعات خارج الحرم الجامعي لأنها عُقدت في مقهى لا يستقبل الأمريكيين الأفارقة حسب قانون تكساس. كتبت: «كانت عزلتي عن الرياضيات تامة»، وأن الأمر تطلب «إيمانًا -خارجًا عن الحسبان نوعًا ما- بمنحة تتكبد ضغط الحصول على درجة دكتوراه بصفتي طالبة خريجة أنثى سوداء». شاركت في مظاهرات للحقوق المدنية، وكتب أصدقاؤها وزملاؤها إيتا فالكونر ولي لورش عن وفاتها أنها «حاربت العنصرية والتحيز الجنسي طيلة عمرها بفضل مهارتها ونزاهتها وصمودها وحبها، ولم تستسلم قط للضغوط أو العثرات التي تعرقل طريقها».
بصفتها معلمة، طورت مالون مايس أساليب مبتكرة في تعليم الرياضيات تتضمن برنامج استعمال التعليم الذاتي والتعليم الصوتي. كان بحثها الرياضي في مجال التحليل الدالي، خاصةً الخصائص المميزة لنمو مدى المؤثرات غير الخطية. تخرجت مالون مايس في عام 1966 بأطروحة تحت عنوان «مشكلة بنيوية في التحليل المقارب». كان مشرفها للدكتوراه دون إدموندسون.

## عضويتها
كانت عضوًا في مجلس الإدارة الوطني لعلماء الرياضيات. انتُخبت مديرة عامة لقسم اتحاد الرياضيات الأمريكي في تكساس، وعملت مديرة لبرنامج محاضرات في المدرسة الثانوية في قسم تكساس.
كانت أيضًا نشيطة في المجتمع المحلي؛ إذ كانت طوال حياتها عضوًا في الكنيسة المعمدانية الجديدة. عملت في مجالس إدارة الشلل الدماغي والنوايا الحسنة والاستشارات الأسرية والأطفال. كانت عضوًا في مجلس ولاية تكساس الاستشارة لمراكز الصحة النفسية المجتمعية وعملت في مجلس مراكز الصحة النفسية والإعاقات العقلية في وسط منطقة تكساس.
كانت مالون مايس واحدة من أعضاء نادي دلتا سيغما سيتا النسائي وعملت مديرة لفرع خريجي واكو.

## إرثها والجوائز
أصبحت مالون مايس -بعد ليليان كيه برادلي- في عام 1960 واحدة من أوائل النساء الأمريكيات الأفريقيات الحاصلات على شهادات الدكتوراه في الرياضيات في جامعة تكساس (وخامس امرأة أمريكية أفريقية في الولايات المتحدة). كانت أول أعضاء الكلية في بايلور من الأمريكيين الأفارقة وأول شخص أمريكي أفريقي يُنتخب للجنة التنفيذية لجمعية المرأة للرياضيات.
صوّت المؤتمر الطلابي لها بصفتها «عضو هيئة التدريس المميز» في عام 1971.

## حياتها الشخصية
تزوجت مالون مايس من جيمس مايس في عام 1952، وأنجبا طفلة، باتسيان مايس ويلر. توفيت بسبب نوبة قلبية في واكو في 9 يونيو 1995 وهي في عمر 63 سنة.